# Tramway circulaire de Kaohsiung
 (juillet 2019).

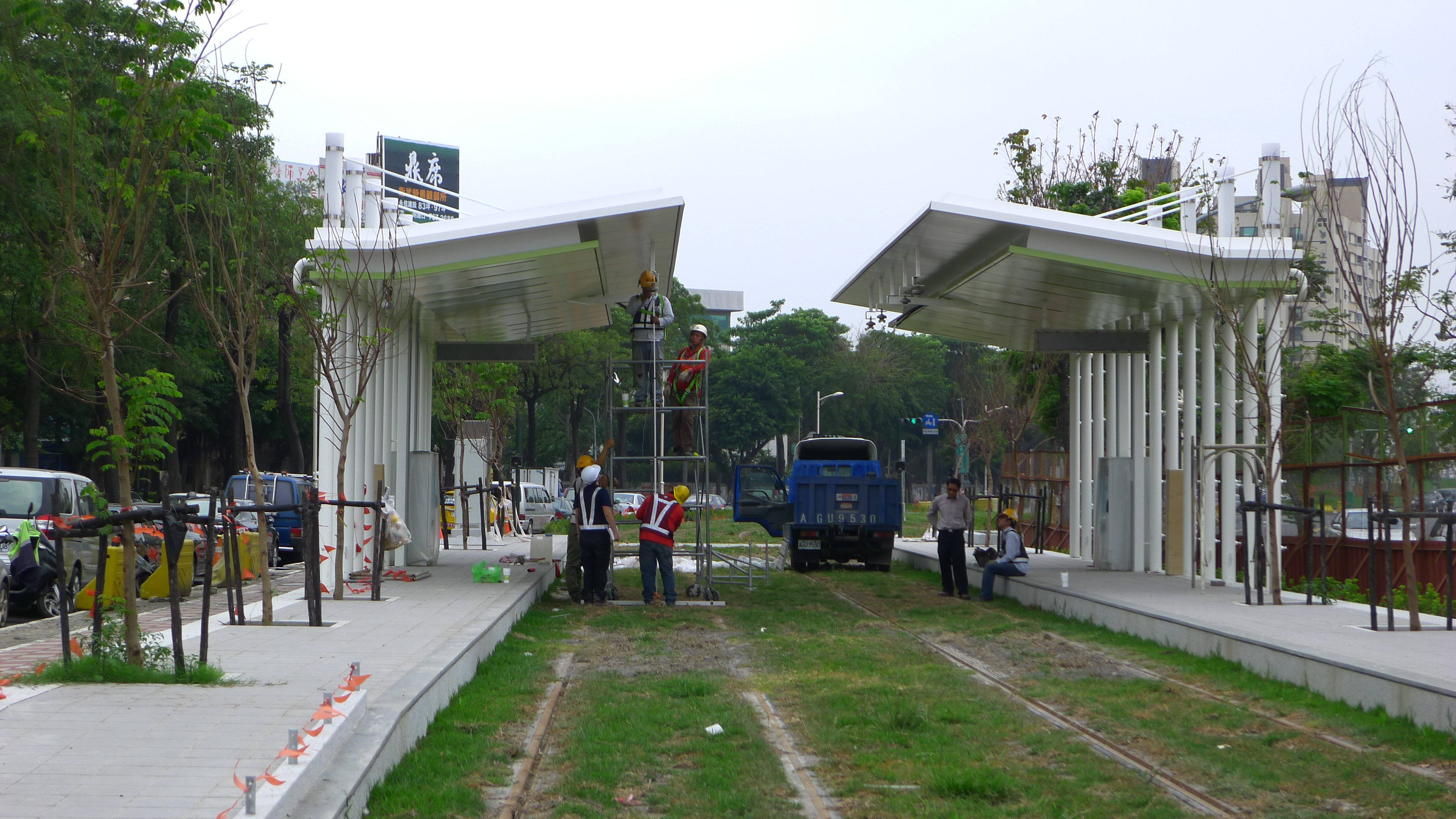
Station C1 (9 mars 2015)

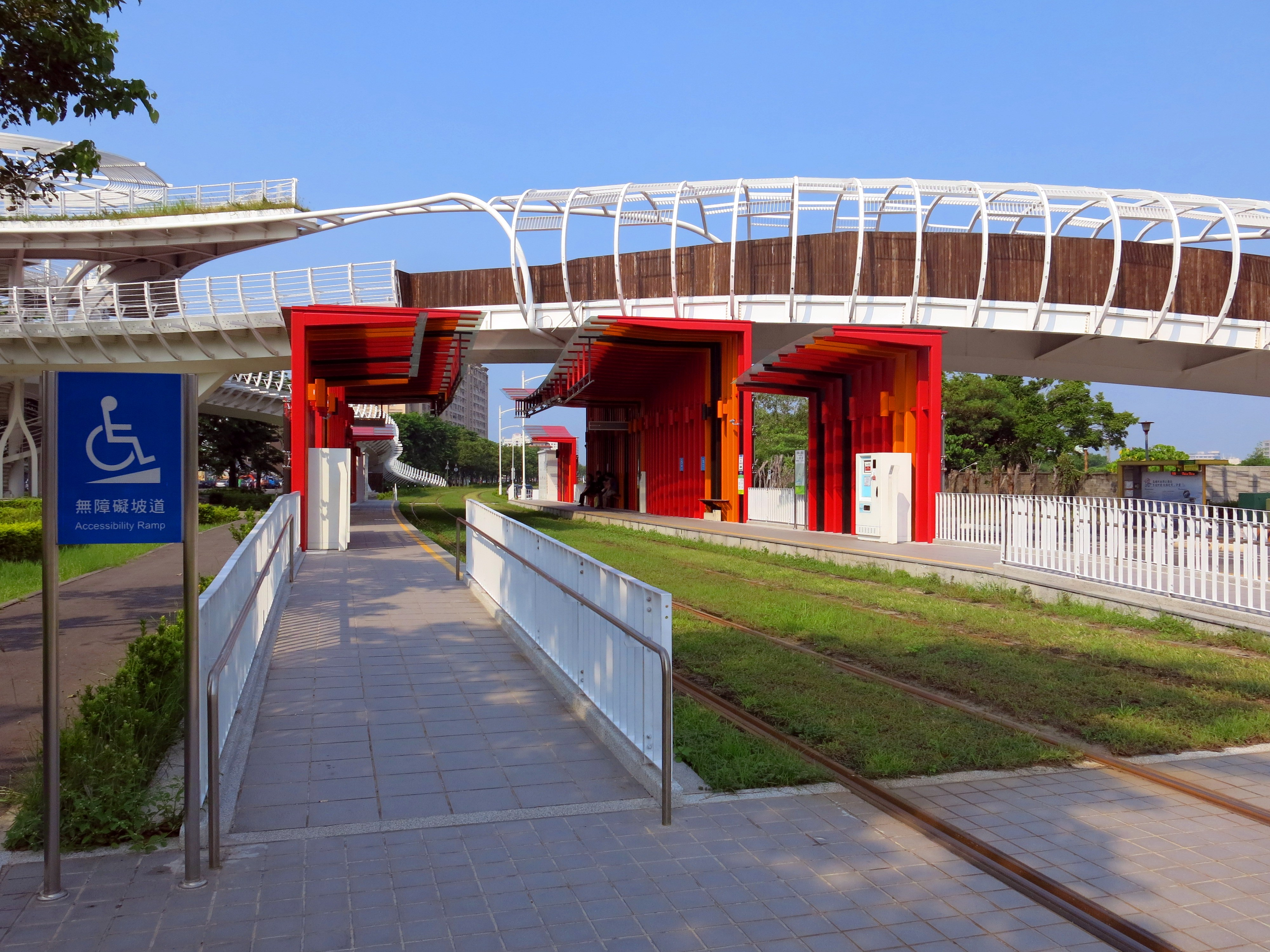
Station C3 (27 août 2016)

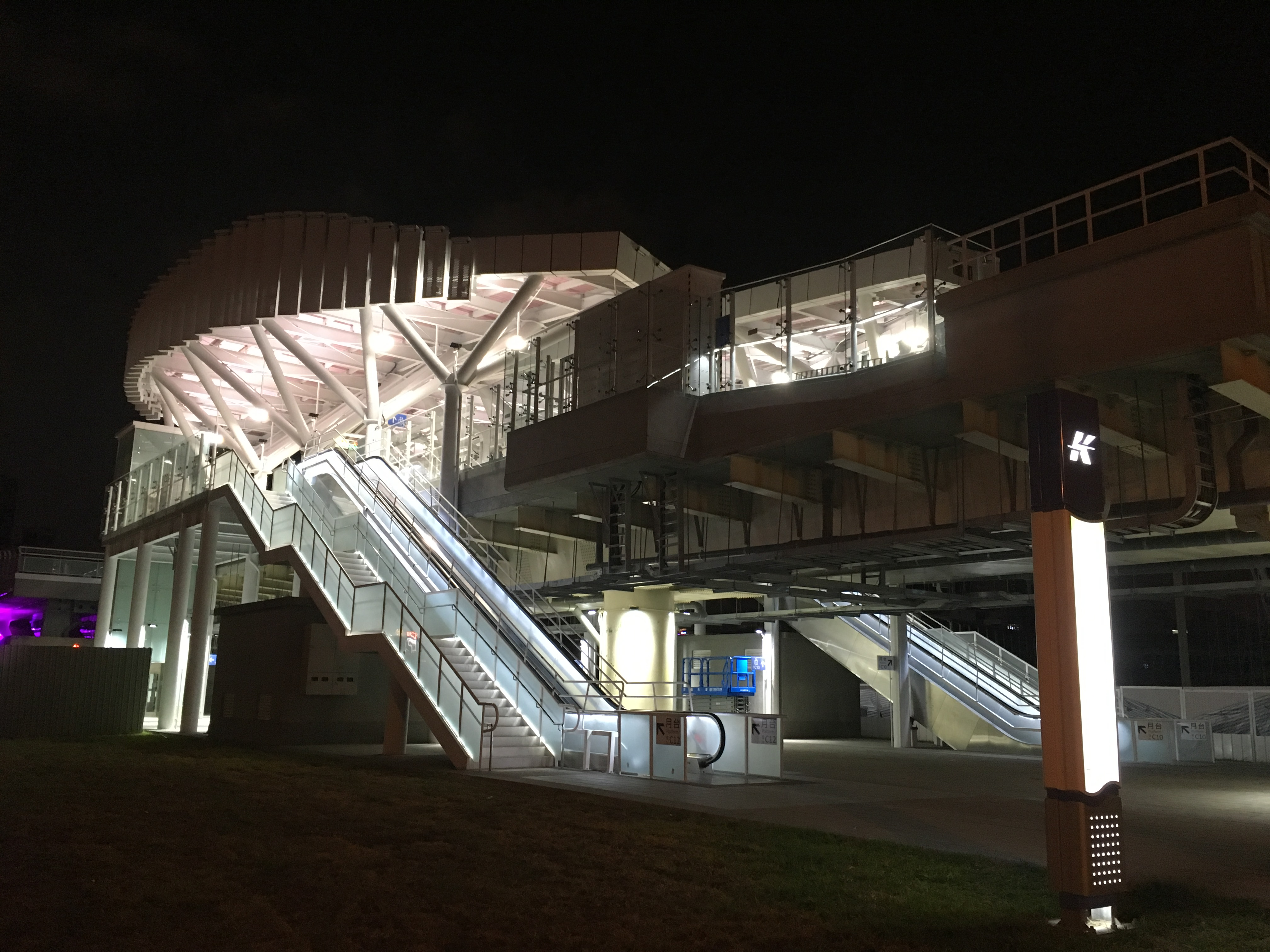
Station C11 (22 juillet 2017)

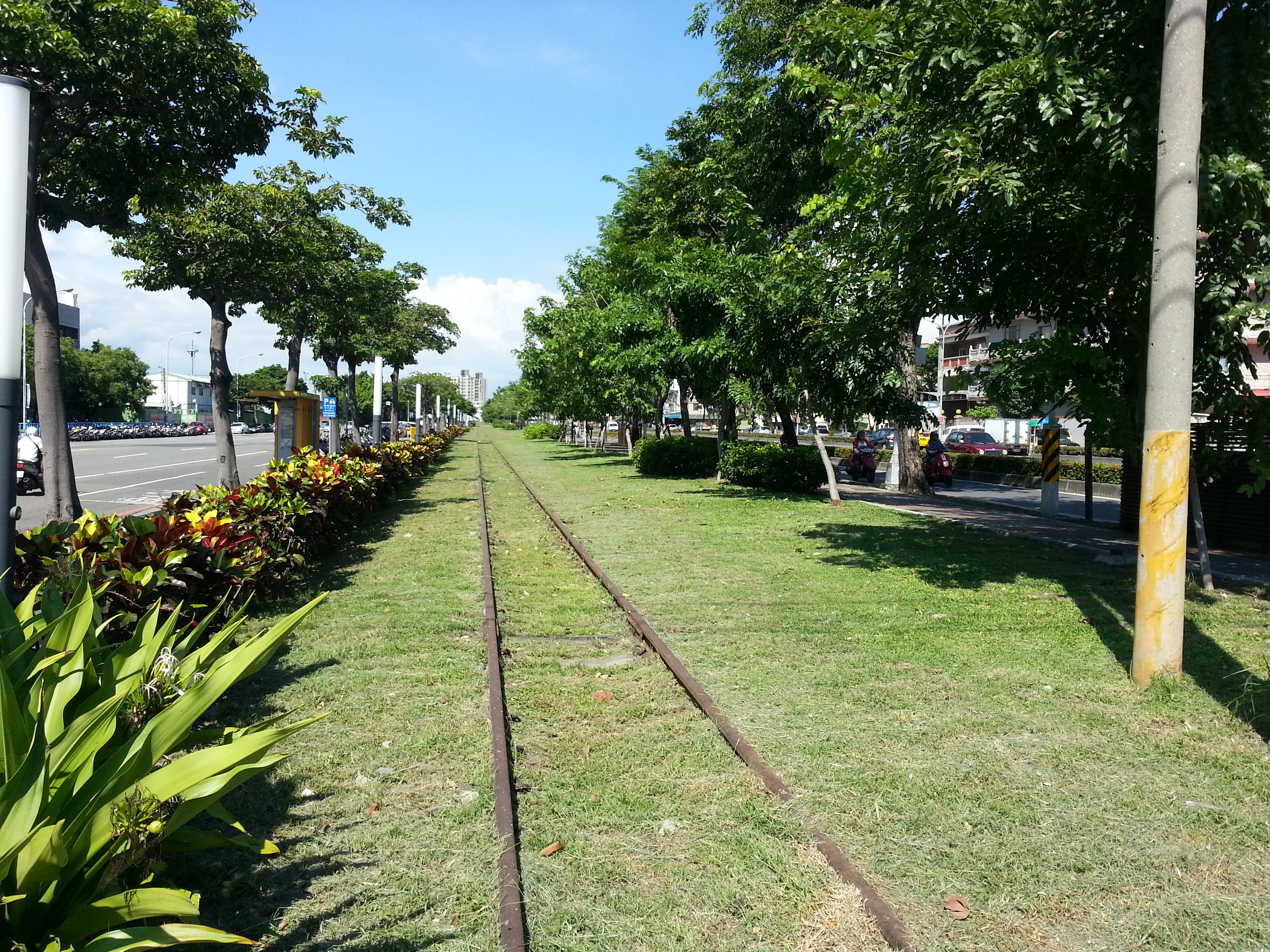
Emplacement approximatif de la future station C4 en juillet 2013.

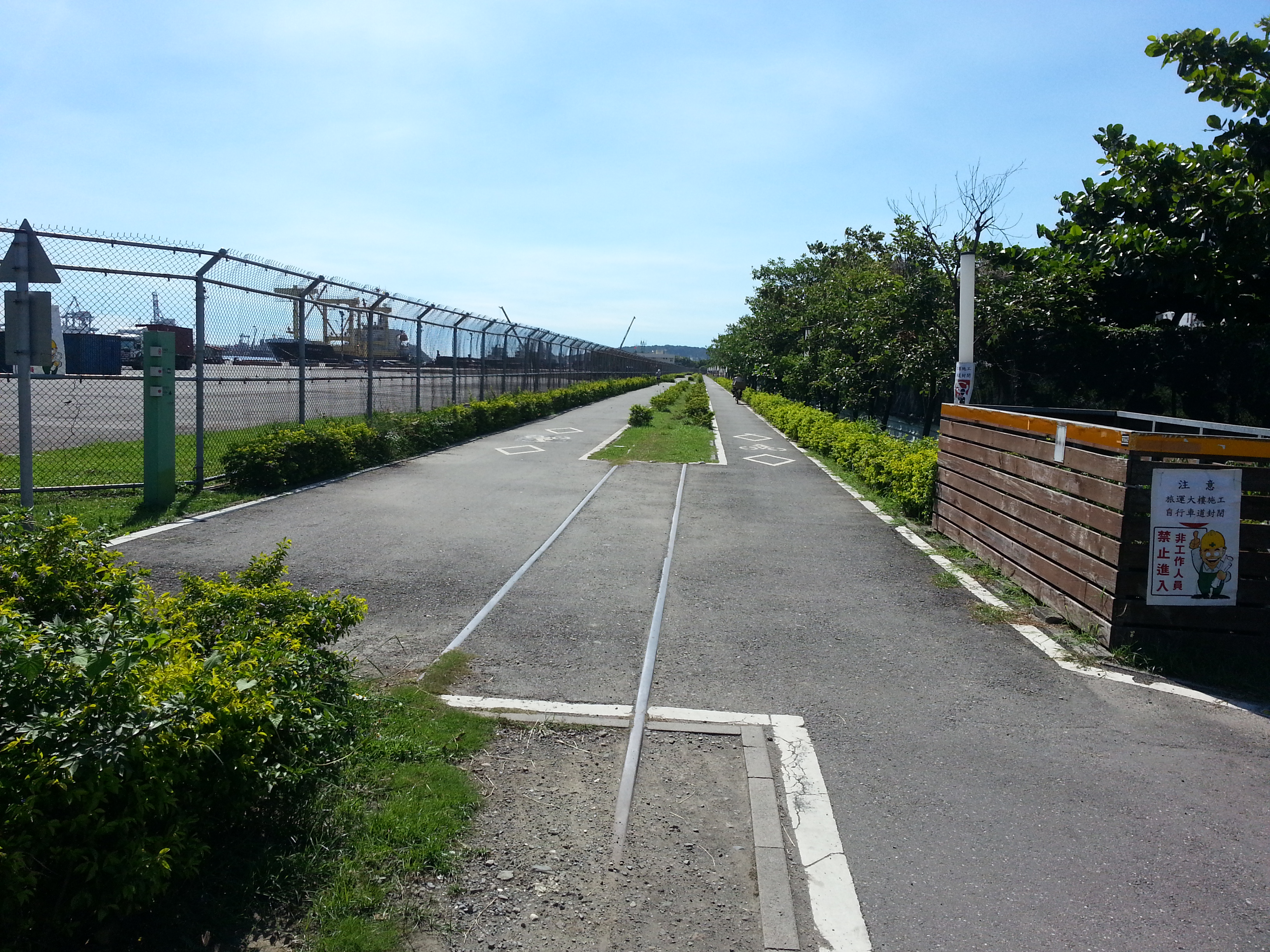
Emplacement approximatif de la future station C8 en juillet 2013. Vieux chemin de fer, utilisé comme une piste cyclable.

Le Tramway Circulaire KLRT (Chinois : 高雄環狀輕軌) est une ligne de tramway circulaire de 22,1 km de long en construction à Kaohsiung, Taiwan, dans l'Asia New Bay Area. La partie sud de cette ligne utilise les anciennes voies de la ligne du port de Kaohsiung appartenant à l'administration Taïwanaise des chemins de fer (TRA).
Maintenant exploité par Kaohsiung Rapid Transit Corporation, il fait partie du système de transport en commun rapide de Kaohsiung.
Avec un coût estimé à 16,5 milliards de nouveaux dollars taïwanais, ce sera le premier système de tramway sur rail au monde circulant sur une ligne entièrement sans caténaire,.
La phase I de la construction consiste en un tronçon de ligne allant de la station C1 à la station C14, les stations C3 et C14 étant connectées aux lignes rouge et orange du système de transport en commun rapide de Kaohsiung. La construction de la phase I a débuté le 4 juin 2013. Les stations C1 à C14 ont été testées à partir d'août 2015 (les trajets dans les tramways sont ouverts au public gratuitement pendant les tests). Les travaux de génie civil des stations C1 à C14 étaient terminés et la phase I a été complètement opérationnelle en septembre 2017,,.
La construction de la phase II a été retardée pour cause d'opposition locales. Son ouverture a été reportée en 2023.

## Matériel roulant

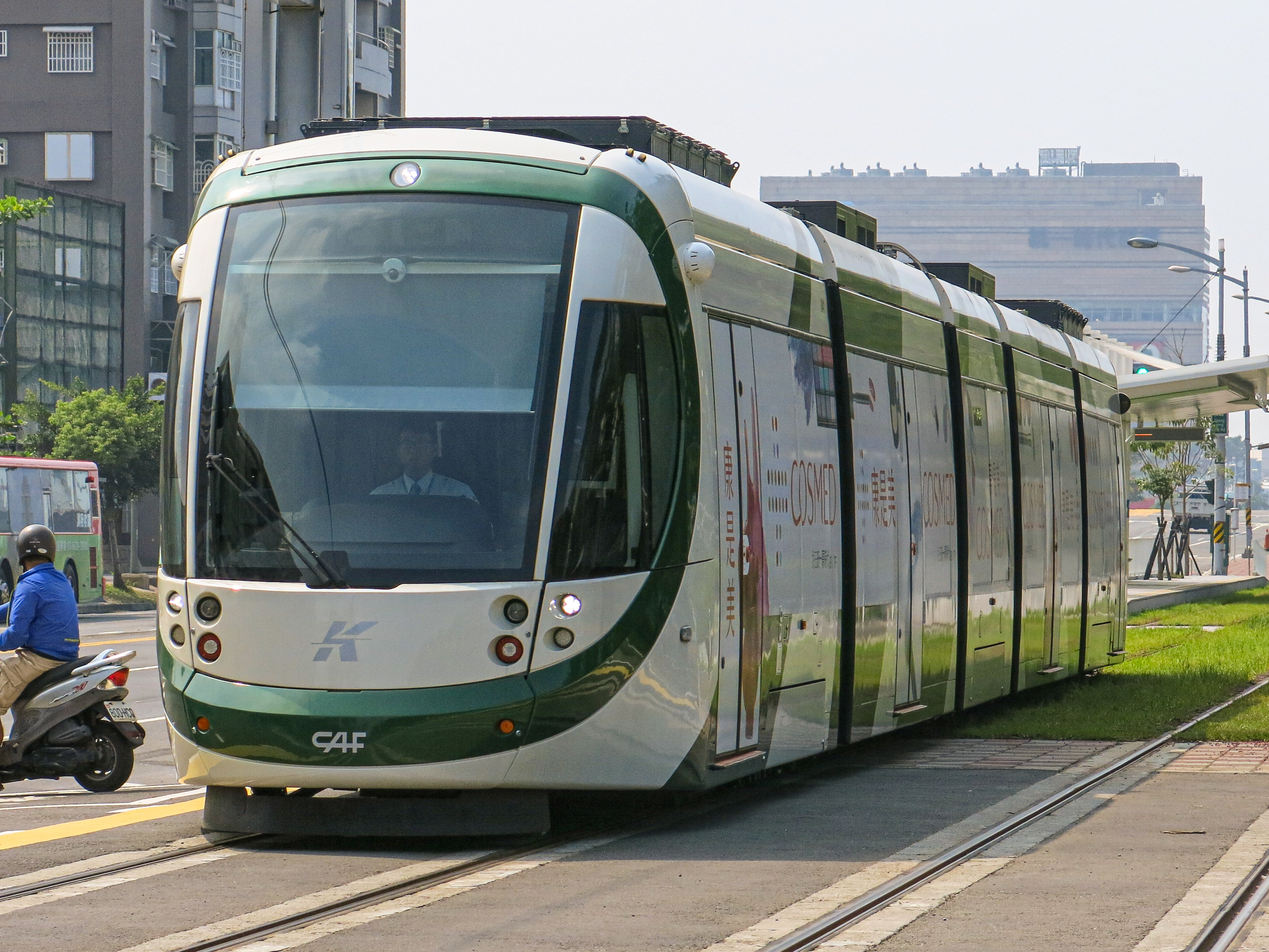
Kaohsiung Système de transport en commun rapide Tramway CAF Urbos

La flotte de la ligne comprend neuf trams CAF Urbos qui fonctionneront sans caténaire. Les rames font 34 mètres de long et pourront transporter un total de 250 passagers (assis et debout).

### Ligne

Plan du Tramway Circulaire

### Stations
| Code | Nom anglais                                    | Nom chinois  | District | Notes                                         |
| ---- | ---------------------------------------------- | ------------ | -------- | --------------------------------------------- |
| C1   | Lizihnei                                       | 籬仔內       | Cianjhen |                                               |
| C2   | Kaisyuan Rueitian                              | 凱旋瑞田     | Cianjhen |                                               |
| C3   | Cianjhen Star                                  | 前鎮之星     | Cianjhen | Correspondance avec la ligne rouge: Kaisyuan  |
| C4   | Kaisyuan Jhonghua                              | 凱旋中華     | Cianjhen |                                               |
| C5   | Dream Mall                                     | 夢時代       | Cianjhen |                                               |
| C6   | Commerce and Trade Park                        | 經貿園區     | Cianjhen |                                               |
| C7   | Software Technology Park                       | 軟體園區     | Cianjhen |                                               |
| C8   | Kaohsiung Exhibition Center                    | 高雄展覽館   | Lingya   | Correspondance avec le TRA                    |
| C9   | Cruise Terminal                                | 旅運中心     | Lingya   | Correspondance avec la ligne jaune            |
| C10  | Glory Pier                                     | 光榮碼頭     | Lingya   |                                               |
| C11  | Love Pier                                      | 真愛碼頭     | Yancheng |                                               |
| C12  | Dayi Pier-2                                    | 駁二大義     | Yancheng |                                               |
| C13  | Penglai Pier-2                                 | 駁二蓬萊     | Gushan   |                                               |
| C14  | Hamasen                                        | 哈瑪星       | Gushan   | Correspondance avec la ligne orange: Sizihwan |
| C15  | Shoushan Park                                  | 壽山公園     | Gushan   |                                               |
| C16  | Wenwu Temple                                   | 文武聖殿     | Gushan   |                                               |
| C17  | Gushan District Office                         | 鼓山區公所   | Gushan   |                                               |
| C18  | Gushan                                         | 鼓山         | Gushan   | Correspondance avec le TRA                    |
| C19  | Makadao                                        | 馬卡道       | Gushan   |                                               |
| C20  | TRA Museum of Fine Arts                        | 臺鐵美術館   | Gushan   | Correspondance avec le TRA                    |
| C21A | Neiwei Arts Center                             | 內惟藝術中心 | Gushan   |                                               |
| C21  | Kaohsiung Museum of Fine Arts                  | 美術館       | Gushan   |                                               |
| C22  | Kaohsiung Municipal United Hospital            | 聯合醫院     | Gushan   |                                               |
| C23  | Longhua Elementary School                      | 龍華國小     | Gushan   |                                               |
| C24  | Heart of Love River                            | 愛河之心     | Cianjin  | Correspondance avec la ligne rouge: Aozihdi   |
| C25  | Sinshang Elementary School                     | 新上國小     | Zuoying  |                                               |
| C26  | Wanzihnei                                      | 灣仔內       | Sanmin   |                                               |
| C27  | Dingshan Street                                | 鼎山街       | Sanmin   |                                               |
| C28  | Kaohsiung Industrial High School               | 高雄高工     | Sanmin   | Correspondance avec la ligne jaune            |
| C29  | Shu-Te Home Economics & Commercial High School | 樹德家商     | Sanmin   |                                               |
| C30  | Science and Technology Museum                  | 科工館       | Sanmin   | Correspondance avec le TRA                    |
| C31  | St. Joseph Hospital                            | 聖功醫院     | Lingya   |                                               |
| C32  | Kaisyuan Park                                  | 凱旋公園     | Lingya   |                                               |
| C33  | Department of Health                           | 衛生局       | Lingya   |                                               |
| C34  | Wucyuan Elementary School                      | 五權國小     | Lingya   |                                               |
| C35  | Kaisyuan Wuchang                               | 凱旋武昌     | Lingya   |                                               |
| C36  | Kaisyuan Ersheng                               | 凱旋二聖     | Fengshan |                                               |
| C37  | LRT Depot                                      | 輕軌機廠     | Cianjhen |                                               |